# قائمة الطوابع البريدية التذكارية المصرية (عقد 1930)

## إصدارات 1931
| #                  | تاريخ الإصدار  | الوصف                                                                              | الصورة | المصمم       | الأبعاد      | القيمة  | كمية الإصدار |
| ------------------ | -------------- | ---------------------------------------------------------------------------------- | ------ | ------------ | ------------ | ------- | ------------ |
| عدل في ويكي بيانات | 15 فبراير 1931 | مزارع مصري فرعوني يحرث الأرض، بمناسبة المعرض الزراعي الصناعي الرابع عشر لسنة 1931. |        | مطبعة البريد | 42 x 26 (مم) | 5 مليم  |              |
| عدل في ويكي بيانات | 15 فبراير 1931 | مزارع مصري فرعوني يحرث الأرض، بمناسبة المعرض الزراعي الصناعي الرابع عشر لسنة 1931. |        | مطبعة البريد |              | 10 مليم |              |
| عدل في ويكي بيانات | 15 فبراير 1931 | مزارع مصري فرعوني يحرث الأرض، بمناسبة المعرض الزراعي الصناعي الرابع عشر لسنة 1931. |        | مطبعة البريد |              | 15 مليم |              |

### طوابع جوية
| #                  | تاريخ الإصدار | الوصف                                                                               | الصورة | المصمم       | الأبعاد | القيمة  | كمية الإصدار |
| ------------------ | ------------- | ----------------------------------------------------------------------------------- | ------ | ------------ | ------- | ------- | ------------ |
| عدل في ويكي بيانات | أبريل 1931    | بمناسبة وصول المنطاد جراف تسبلين إلى مصر في أبريل 1931، صورة طائرة نفّاثة فوق النيل. |        | مطبعة البريد |         | 50 مليم |              |